# Feira Nacional do Cavalo

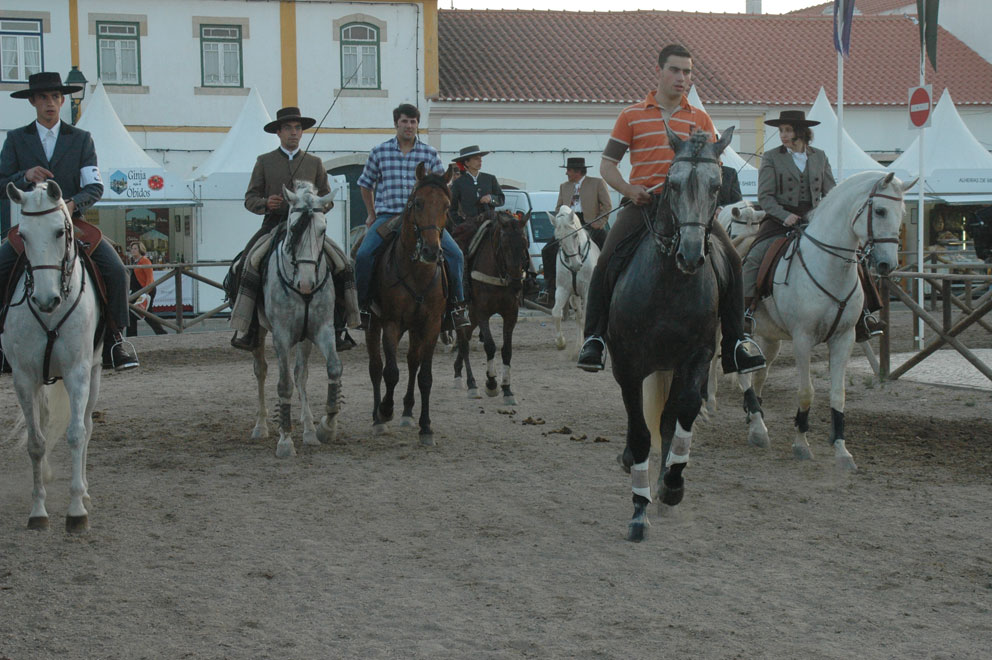
Feira do Cavalo da Golegã

A Feira Nacional do Cavalo, também conhecida como Feira da Golegã ou Feira de S. Martinho, decorre anualmente na vila da Golegã, no coração de Portugal, em pleno Ribatejo, entre os rios Tejo e Almonda.
A feira é um elemento importante para a economia local.

## Golegã e as origens da feira do cavalo
Caracterizada pela fertilidade de suas terras, pela abundância de pastos e pela beleza de suas paisagens marcadamente rurais, a Golegã mantém a arquitectura tradicional Portuguesa. Segundo vários autores, a Vila da Golegã teve origem no tempo de D. Afonso Henriques ou de D. Sancho I, quando uma mulher natural da Galiza e que residia em Santarém veio estabelecer-se com uma estalagem neste local. Que a Golegã já existia no século XV, parece não haver dúvidas, bem como depois de se haver estabelecido nela a dita Galega, ter passado a denominar-se Venda da Galega, Póvoa da Galega, Vila da Galega e mais tarde por corrupção de linguagem, "Golegã".

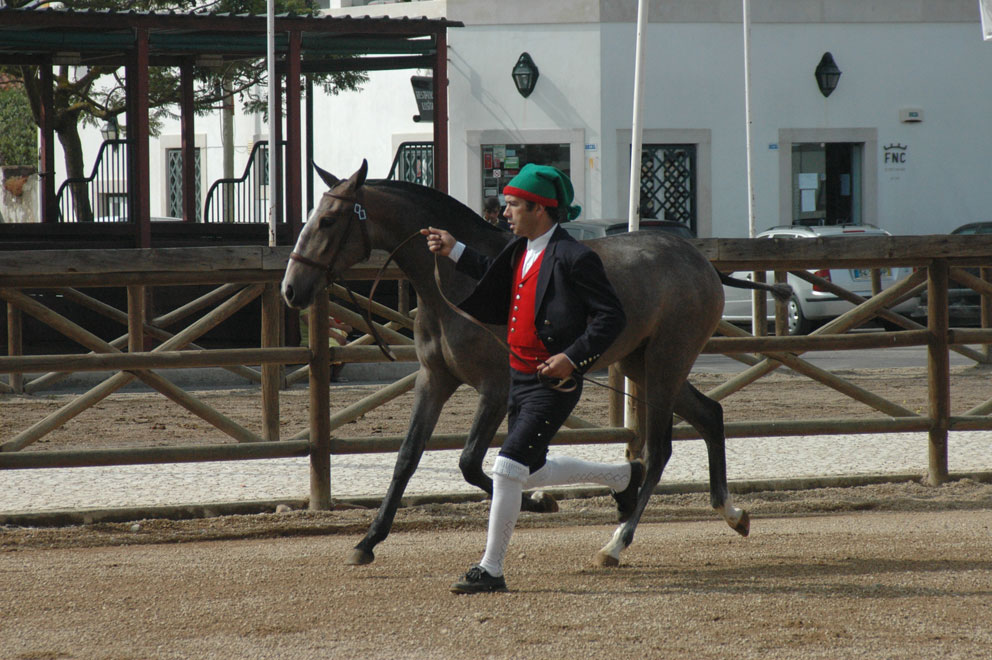
Feira do Cavalo da Golegã

Em 1571, tem início a actual Feira de São Martinho da Golegã, hoje também Feira Nacional do Cavalo e Feira Internacional do Cavalo Lusitano. A partir de 1833, e com o apoio dado pelo Marquês de Pombal, a feira começou a tomar um importante cariz competitivo, realizando-se concursos hípicos e diversas competições de raças. Os melhores criadores de cavalos concentravam-se então na Golegã. Em meados do século XVIII, teve o seu começo a Feira da Golegã, chamada até 1972 Feira de São Martinho, data a partir da qual passou a denominar-se Feira Nacional do Cavalo. É a Feira Nacional do Cavalo a mais importante e mais castiça de todas as feiras que no seu género se realizam em Portugal e no mundo. Aqui apresentam-se todos os criadores, com os seus belos exemplares, razão pela qual se transaccionam na Golegã os melhores puro-sangue criados no País, que são vendidos para vários pontos do globo, sendo o mais importante evento nacional Equestre e o maior entreposto comercial do Puro Sangue Lusitano, reconhecido mundialmente.

## Golegã, a Capital do Cavalo
A Golegã há muito que passou a ser a Capital do Cavalo. O dia de São Martinho de Feira, que foi, tradicionalmente, o dia 11 de Novembro, passou ao ser mais belo e único espectáculo equestre público que se realiza a nível gratuito entre nós. O programa de provas é muito extenso e variado: Ralies, Raids, Jogos Equestres, Campeonatos, Maratona de Carruagens, Exibições, são alguns dos mais belos espectáculos que na Golegã se realizam na sua apresentação do cavalo. E para complemento da festa justificando o adágio popular que "Pelo São Martinho prova o vinho", não faltarão a água-pé e as sempre apetecidas castanhas assadas.
Há uma década a Golegã atribuiu um espaço próprio dedicado à égua, que decorre já tradicionalmente durante o mês de Maio. O seu percurso vem sendo demonstrativo da grande deferência dos Criadores de cavalos pela égua. Além da já habitual Romaria a São Martinho, expressão da cultura local, acto de fé traduzido numa peregrinação a cavalo na qual os Romeiros com a sua indumentária, que lhes confere uma identidade própria, partem do Arneiro da Feira, caminhando até um lugar tornado sagrado, na presença da figura de São Martinho.
Um bom número de adeptos, principalmente portugueses e espanhóis, vai cada ano para a feira. Por uma semana, a cidade torna-se o centro universal do cavalo e todas as pessoas em fiéis devotas deste belo animal. A feira atrai também pessoas de toda a Europa ansiosas para se divertir e aprender mais sobre o Cavalo Lusitano.

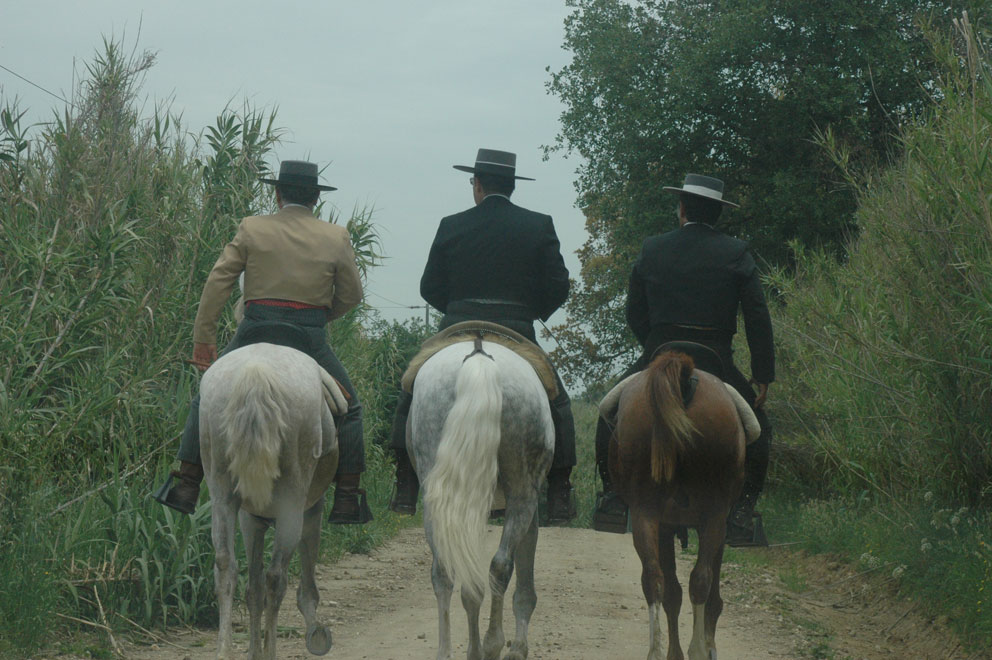
Feira do Cavalo da Golegã

A Golegã e a Coudelaria Veiga alimentam-se mutuamente, a mais importante coudelaria de Portugal e a cidade portuguesa dos cavalos. Coudelaria com sede na Quinta da Broa, Azinhaga do Ribatejo, fundada há 180 anos por Rafael José da Cunha, o denominado Príncipe dos Lavradores Portugueses. Por herança familiar, a coudelaria veio a ser herdada por Manuel Tavares Veiga, sobrinho bisneto de Rafael José da Cunha.
O trabalho que desenvolveu na coudelaria foi notável, podendo ser justamente considerado o iniciador do novo ciclo do ginete lusitano em Portugal. Foi seleccionado animais cujas características morfológicas e anímicas entendeu melhor corresponderem à funcionalidade guerreira exigida aos cavalos de toureio. Depois da morte do Eng. Manuel Tavares Veiga, os seus netos Manuel e Carlos Tavares Veiga e o seu bisneto Manuel de Castro Tavares Veiga souberam manter a coudelaria com a qualidade inicial.
De então para cá, vem levando a cabo um trabalho de selecção das éguas com base no modelo, na genealogia, na qualidade dos produtos fornecidos e na análise das suas características funcionais.